# Južni novoirski-sjeverozapadni solomonski jezici
Južni novoirski-sjeverozapadni solomonski jezici (privatni kod: snis), skupina od 51 novoirskog jezika (prije 48) iz Solomonskih otoka i Papue Nove Gvineje:
Bilur [bxf] ;
a. Choiseul (4): babatana, ririo, vaghua, varisi;
b. Mono-Uruava (4): minigir, mono, torau, uruava;
c. Nehan-North Bougainville ili Nehan-sjevernobugenvilski (10):
c1. Buka (3):
a. Halia (2): hakö, halia;
petats;
c2. Nehan (1): nehan;
c3. Papapana (1): papapana;
c4. Saposa-Tinputz (4): hahon, saposa, teop, tinputz;
c5. Solos (1): solos;
d. New Georgia (13; prije 10):
d1. Istočni novogeorgijski (2): marovo, vangunu;
d2. Zapadni novogeorgijski (8): duke, ghanongga, hoava, kusaghe, lungga, roviana, simbo, ughele;
e. Patpatar-Tolai (10): guramalum, kandas, konomala, kuanua, label, patpatar, ramoaaina, siar-lak, sursurunga, tangga;
f. Piva-Banoni (2): bannoni, lawunuia;
g. Santa Isabel (7):
g1. Centralni (3): blablanga, kokota, zazao;
g2. istočni (2): cheke holo, gao;
g3. zapadni (2): laghu, zabana;

## Vanjske poveznice
- Ethnologue (14th)
- Ethnologue (15th)